# Моту Нао
Моту-Нао (Motu Nao) е малък скалист остров в югоизточната част на Маркизките острови на около 22 км на североизток от остров Фату-Хива. Френското име на острова е скала Томасе (на френски: Rocher Thomasset). Най-високата точка на острова е 4 м над морското равнище. Необитаем.